# Pruebas beta
Las pruebas beta, del inglés beta testing, son las pruebas de software que se realizan cuando el sistema está teóricamente correcto y pasa a ejecutarse en un entorno real. Es la fase que le sigue a las pruebas Alpha. No importa cuán bueno que sea nuestro proceso de desarrollo, siempre habrá fallos que no han sido descubiertos por los desarrolladores ni por el equipo de pruebas. Las pruebas beta son pruebas para localizar esos problemas que no han sido detectados y poder corregirlos antes de liberar una versión; la prueba debería ser realizada por usuarios finales. De este modo, dependiendo de la naturaleza del software, la prueba podría, por ejemplo, ser realizada por compañeros de trabajo, por algunos clientes reales o por una combinación de ambos.
A los que realizan las pruebas beta se les suele llamar betatester.
Debido a que realizar este tipo de pruebas y comunicar los errores puede ser muy tedioso y frustrante, normalmente se brinda alguna clase de incentivo. Por ejemplo, se le ofrece un descuento a cierto cliente que se preste a usar la versión para las pruebas beta o se motiva de alguna forma a los compañeros involucrados en este tipo de pruebas.